# Te Kawa
Te Kawa est une communauté rurale située dans le district d’Otorohanga (en) dans la région de Waikato dans l’île du Nord de la Nouvelle-Zélande.

## Situation
La localité est située juste au sud des collines volcaniques du mont Kakepuku (en) et du mont Te Kawa (en).

## Caractéristiques
Jusqu’à ce que le marais soit drainé dans les années 1900, Te Kawa était connu pour ses anguilles.

## Accès
La gare de Te Kawa (en) de la ligne principale de l’île du Nord (en), est localisée dans ce secteur , . Elle était en fonctionnement du 9 mars 1887 jusqu’à sa fermeture le 17 octobre 1971, .

## Installations
Un bureau de poste est ouvert en 1909 et une laiterie ainsi qu’une école sont ouverts en 1913. Le pont de Te Kawa, au-dessus de la rivière Waipa, ouvre en 1915. Les collines sont exploitées via des carrières à partir de 1925. Un hall de la ville est ouvert en 1928.
Le marae nommé « Te Whakaaro Kotahi » dans le village de Te Kawa est un terrain de rencontre du hapū des Maniapoto (en) des Te Kanawa (en). Il comprend un petit bâtiment.